# The Motor
"The Motor" – brytyjski tygodnik motoryzacyjny wydawany od 1903 do 1988 roku przez Temple Press. Do 1902 roku funkcjonował jako "Motorcycling and Motoring". W 1988 roku został połączony z tygodnikiem "Autocar" tworząc "Autocar & Motor", jednak drugi człon został niebawem odrzucony.